# ترشيح دقيق
الترشيح الدقيق (1) هي عملية ترشيح باستخدام غشاء يزيل الملوثات من السائل من المرور عبر الثغور المتواجدة في الغشاء. ومسام أو ثغور المرشح تتراوح بين 0.1 حتى 10 ميكرومتر (ميكرون). تختلف هذه المرشحات اختلافا جوهريا عن التناضح العكسي ومرشحات النانو لأنها تستخدم ضغطا منخفضا بعكس ما ذكر بالسابق.
الدقيق هو الضغط المنخفض عملية غشاء عبر تدفق لفصل الجسيمات الغروية والمعلقة في نطاق 0.05-10 ميكرون (وهو أفضل من المعالجة الأولية للمياه بـ 10 إلى 100 مرة) ويجعل عكارة الماء بمعدل أقل من 3 ( معدل العكارة للمعالجة الأولية للمياه هو 5).

## تاريخ نشأتها وخلفية عنها
ترجع تاريخها إلى عام 1935 ، وكان الفضل للبروفسور أدولف زسيجموندي ريتشارد في جامعة غوتنغن، ألمانيا في تطوير وانشاء هذا النوع من المرشحات. وحاليا يمكن أن تكون المرشحات في تكوينات مغمورة أو بداخل أنابيب مضغوطة. تتعدد أشكالها فممكن أن تكون بشكل ألياف جوفاء أو أوراق مسطحة أو على شكل أنابيب أو على أوراق ملتفة. هذه الفلاتر لا تسمح الجسيمات أوالرواسب أوالطحالب أو البكتيريا ولكنها تسمح للمياه والأملاح الذائبة والمواد العضوية الذائبة، والأجحام الغرويات الصغيرة والفيروسات بالنفاذ.
تم تصميمها لإزالة المواد الصلبة المعلقة وصولا إلى 0.1 ميكرومتر في الحجم (على الرغم من أنها قادرة على إزالة مواد أصغر إن تم تخثيرها (انظر المخثر) ، وتعمل في محاليل ذات تراكيز تتراوح بين 2-3 ٪ في التركيز. وهي مناسبة جدا للاستخدام في مكان التنقية التقليدية أو كعامل تصفية المسبق إلى نظام المياه الانتعاش إعادة تدوير / التناضح العكسي.

## المواد المصنعة منها المرشح

رسم توضيحي لكيفية عمل المرشح وطريقة اعتراضه للعوالق ذات الحجم الأكبر من الثغور

مرشحات الميكرون تتكون عادة من مواد تعرف بالمكثور العضوي كمتعدد الإيثيلين ومتعدد الايثر الكبريتي (polyether sulfone) وغيرها. وأيضا قد يتم تصنيعها من مواد غير عضوية كالسيراميك والزجاج والمعادن (وهذا النوع تحت البحث والتطوير انظرمجالات البحث والتطوير).

وينقسم المكثور العضوي إلى مجموعتين وهما المكثور العضوي الماص للمياه والمكثور العضوي الطارد للمياه 

## طرق الترشيح
ينقسم الترشيح بهذه التقنية إلى قسمين وهما:
1. النهاية المسدودة: وهنا يتم مرور السائل المراد ترشيحه بشكل عمودي مع المشرح، وهو الطريقة الأكثر استخداما في الحياة العملية وذلك لأنه يجبر المرشح على تصفية جميع المياه، ولكن تراكم المواد عليه يكون بشكل أسرع فيتطلب غسلا بشكل أكثر وعناية مستمرة، كما أنه يلزم استخدام الغسيل بالمواد الكيميائية بشكل أكثر من الطريقة الأخرى. من مزاياه أنه يتطلب طاقة أقل وطريقة عمله أسهل من نظيره.[4][5][6]
2. الترشيح عبر التدفق: وهنا يتم مرور السائل المراد ترشيحه بشكل مواز للمرشح، على الرغم من أن استهلاك الطاقة أكبر إلا أن معدل انسداد المرشح أكبر من نظيره وأنه يمكن تحويله إلى النهاية المسدودة عند اغلاق الصمام الذي يتحكم بالرجيع

## اقرأ أيضا
- مرشحات المياه
- تحلية المياه
- تعقيم المياه
- المعالجة الأولية التقليدية للمياه
- التناضح الأمامي
- مرشح النانو
- المعالجة الأولية الحديثة للمياه
- مرشح الألترا
- مرشح التناضح العكسي
- تبخير فجائي
- تناضح عكسي
- التقطير

## الهوامش
- 1: مصطلح ترشيح دقيق هو ترجمة microfiltration حسب قاموس المعاني.[7] ويمكن أن تترجم أيضاً الترشيح الدقّي وذلك حسب معجم المصطلحات العلمية والتقنية الجديد.[8]